# Echinometra vanbrunti
Echinometra vanbrunti is een zee-egel uit de familie Echinometridae.
De wetenschappelijke naam van de soort werd in 1863 gepubliceerd door Alexander Agassiz.

## Leefgebied en habitat
De soort wordt aangetroffen in ondiep water, vooral in getijdenzones langs de westelijke kusten van Centraal-Amerika, tussen Baja California en Panama en verder bij de Galapagoseilanden.